# Orden al Mérito 5 de Noviembre 1811
La Orden al Mérito 5 de Noviembre 1811, Próceres de la Independencia Patria es la máxima distinción otorgada por la Asamblea Legislativa de El Salvador a los hombres y mujeres de nacionalidad salvadoreña o extranjera que se distingan por «eminentes servicios prestados a la Patria». El nombre se debe al Primer movimiento independentista en San Salvador, el cual se llevó al cabo en 5 de noviembre de 1811, llevada a cabo por los reconocidos próceres del país.
La orden fue creada por Decreto Legislativo del 3 de noviembre de 2011, publicado en el Diario Oficial no. 233, Tomo 393 del 29 de noviembre del mismo año en el contexto del Bicentenario del Primer Grito de Independencia de Centroamérica.
De acuerdo al artículo 2 del mismo decreto, la insignia será otorgada por Decreto Legislativo, y consta de:

...una venera alusiva en oro, pendiente de una cinta de seda para fijarse al cuello, y en la que luzca el azul y blanco nacional; figurará en el anverso de aquél, la efigie del Ángel de la Libertad de la Independencia Patria en medio de la inscripción: Loor a los Próceres de la Independencia Patria.- 5 de noviembre de 1811. Y en el reverso, el Escudo de Armas de la República. Asamblea Legislativa de El Salvador.

## Protocolo
El proceso de otorgamiento de la orden establecido en el mismo cuerpo legal, es el siguiente:
- Se otorga mediante acuerdo de la Asamblea Legislativa en sesión plenaria, previo dictamen de la Comisión de Cultura y Educación.
- La condecoración, junto al diploma respectivo, será impuesta en sesión plenaria en fecha previamente determinada por la Junta Directiva de la Asamblea Legislativa.

Por otra parte existe un «Consejo de la Orden» con Jefe Supremo, Secretario y Consejeros determinados por la Junta Directiva de la Asamblea Legislativa. Además, la dirección de Protocolo y Relaciones Públicas de la Asamblea Legislativa será el custodio
de la Orden, y llevará un inventario de la misma, y registro de los galardonados.

## Miembros de la orden
| Nombre                          | País de origen | Cargo/Profesión                       | Fecha de otorgamiento    | Ref.                                                   |
| ------------------------------- | -------------- | ------------------------------------- | ------------------------ | ------------------------------------------------------ |
| Michael Daniel Higgins          | Irlanda        | Presidente de Irlanda                 | 10 de octubre de 2013    |                                                        |
| Jorge Alberto González Barillas | El Salvador    | Deportista profesional                | 28 de noviembre de 2013  |                                                        |
| Ban Ki-moon                     | Corea del Sur  | Secretario General de la ONU          | 8 de enero de 2015       |                                                        |
| María Isabel Rodríguez          | El Salvador    | Doctora en Medicina                   | 10 de septiembre de 2015 |                                                        |
| Mari Carmen Aponte              | Estados Unidos | Diplomática                           | 21 de febrero de 2016    |                                                        |
| Fernardo Llort                  | El Salvador    | Artista visual                        | 24 de agosto de 2018     |                                                        |
| José Gustavo Guerrero           | El Salvador    | Diplomático y juez                    | 17 de octubre de 2018    |                                                        |
| Jean Elizabeth Manes            | Estados Unidos | Diplomática                           | 28 de febrero de 2019    |                                                        |
| José Ricardo Poma Delgado       | El Salvador    | Empresario                            | 11 de julio de 2019      |                                                        |
| Crista Ramos                    | Estados Unidos | Activista para inmigrantes            | 6 de noviembre de 2019   |                                                        |
| Eduardo Alas Alfaro             | El Salvador    | Obispo de la Diócesis de Chalatenango | 21 de febrero de 2020    | Archivado el 29 de febrero de 2020 en Wayback Machine. |